# Marchemaisons
 Marchemaisons  es una población y comuna francesa, situada en la región de Baja Normandía, departamento de Orne, en el distrito de Alençon y cantón de Le Mêle-sur-Sarthe.

## Demografía
| 177 | 174 | 134 | 135 | 136 | 172 |
| Para los censos de 1962 a 1999 la población legal corresponde a la población sin duplicidades (Fuente: INSEE [Consultar]) |     |     |     |     |     |